# آتیکوس شفر
آتیکوس شفر (انگلیسی: Atticus Shaffer؛ زادهٔ ۱۹ ژوئن ۱۹۹۸) یک هنرپیشه، و صدا پیشه اهل ایالات متحده آمریکا است. وی از سال ۲۰۰۷ میلادی تاکنون مشغول فعالیت بوده‌است.
از فیلم‌ها یا برنامه‌های تلویزیونی که وی در آن نقش داشته‌است می‌توان به فرنکن‌وینی اشاره کرد.